# کاخ سردار

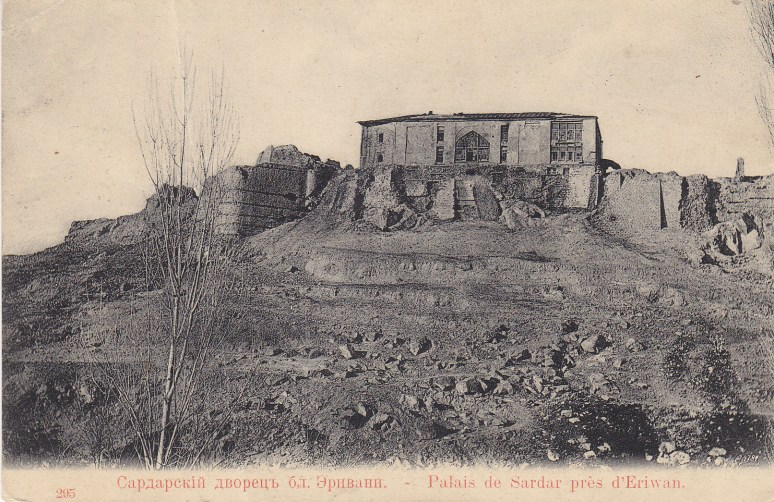
کاخ سردار ۱۹۱۴ میلادی

کاخ سردار (به ارمنی Սարդարի երևանյան պալատ - به انگلیسی Sardar's Palace)، کاخ ای است که در ۱۷۹۸ میلادی به دستور «محمدقلی‌خان قاجار»، خان ایروان در ساحل چپ رود هرازدان بنا شد. این کاخ در سال ۱۹۱۴ میلادی ویران شد و به جای آن کارخانه شراب‌سازی با مهندسی رافائل ایسرائلیان ساخته شد.

## کاخ
طبق روایت لینچ، کاخ («ایوان شیشه بند») در واقع ایوانی بزرگ مشرف به رود هرازدان و کوه آرارات بوده که تمامی دیوارها و سقف آن آیینه بندی شده بوده و از دیوارهای آن نقاشی‌های حسین خان سردار ایروانی و برادرش، حسن خان سردار ایروانی (ملقب به ساری‌اصلان)، فتحعلی شاه و همچنین عباس میرزا آویزان بوده و در وسط تالار حوضی از سنگ مرمر با چهار فواره آب و در مقابل آن، محل جلوس خان قرار داشته است.

## نگارخانه

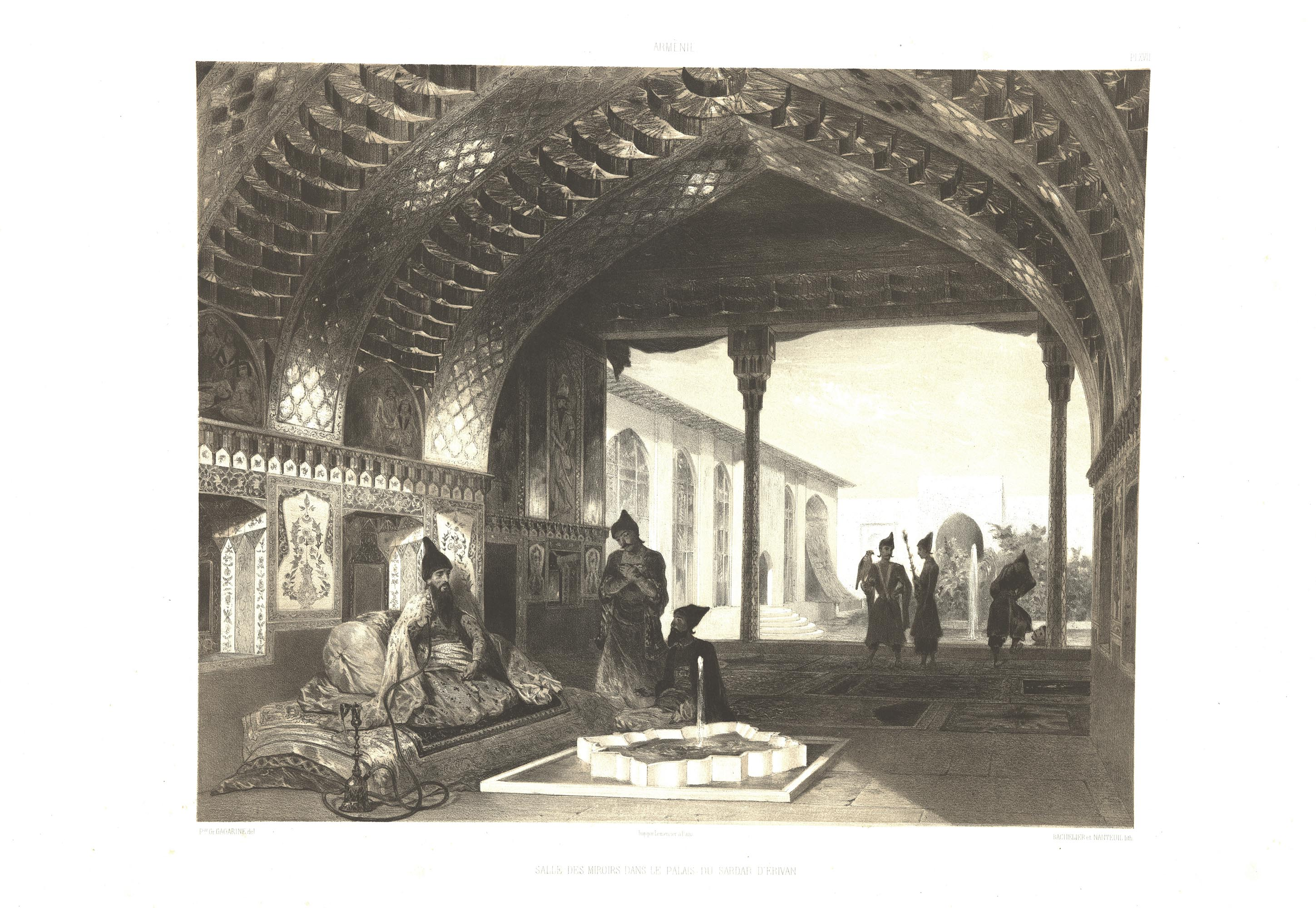
ایوان شیشه بند
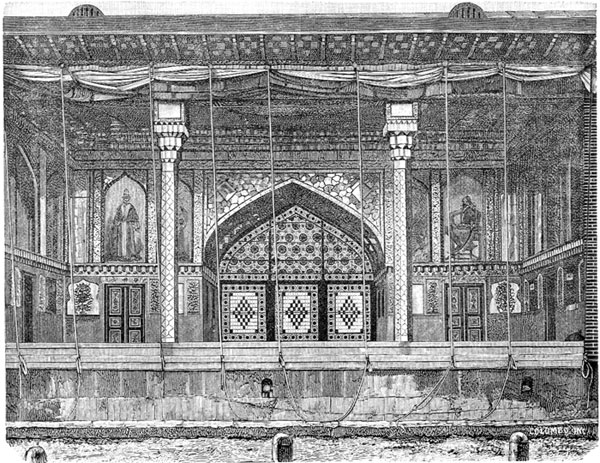
کاخ سردار
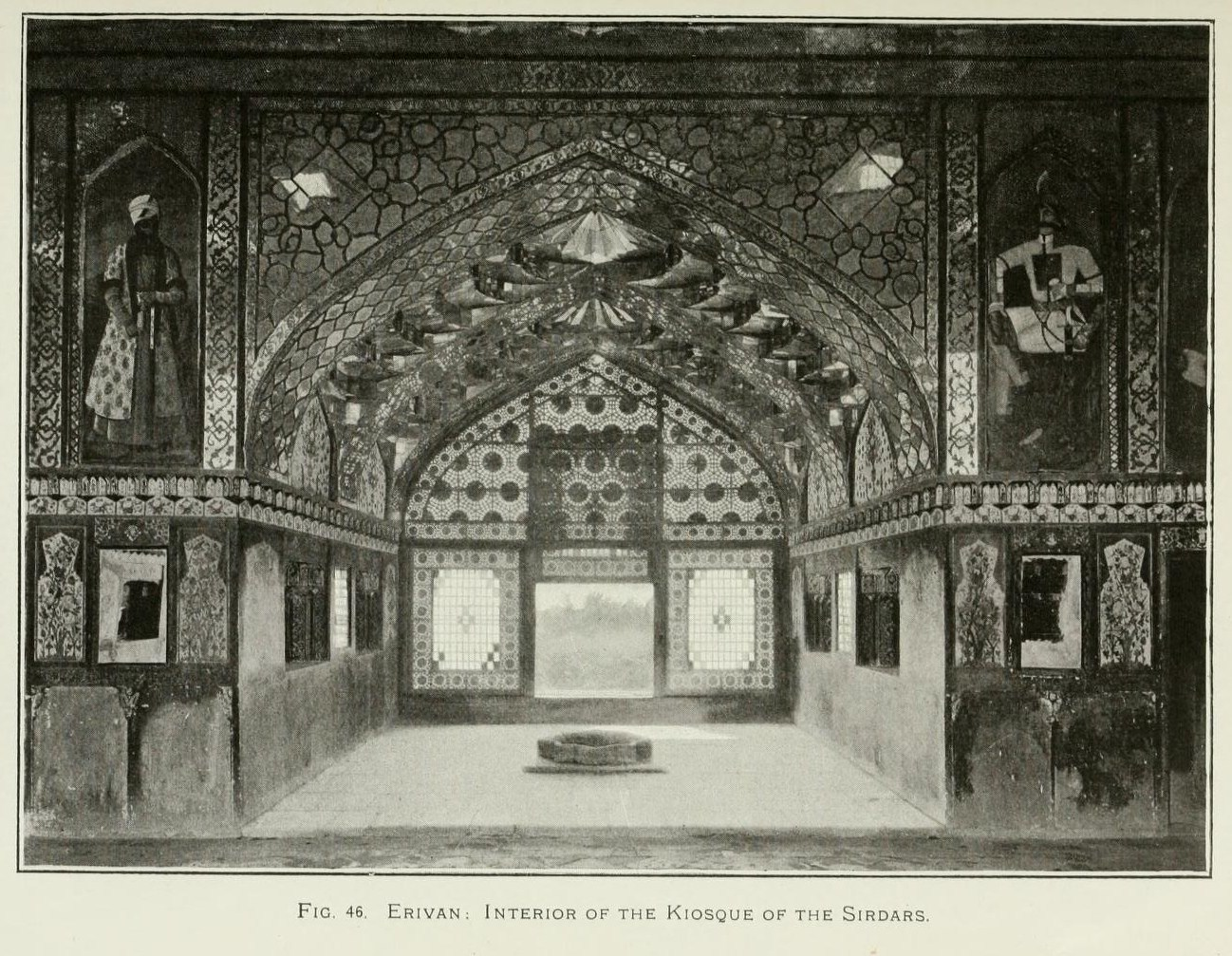
کاخ سردار
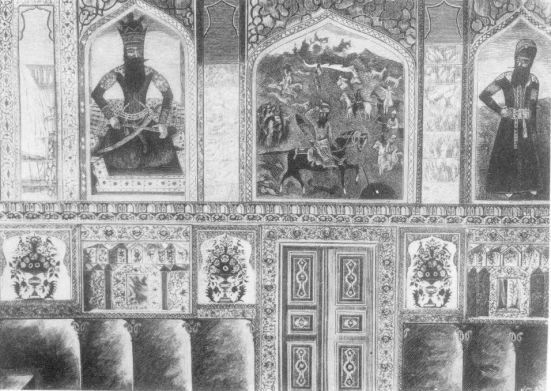
نقاشی‌های دیوار توسط نقاش  میرزا قدیم ایروانی کاخ سردار ۱۸۲۸ میلادی
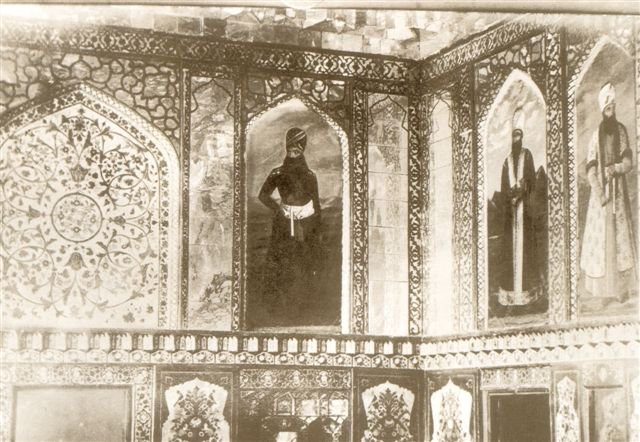
نقاشی سرداران ایروانی در کاخ سردار ایروان
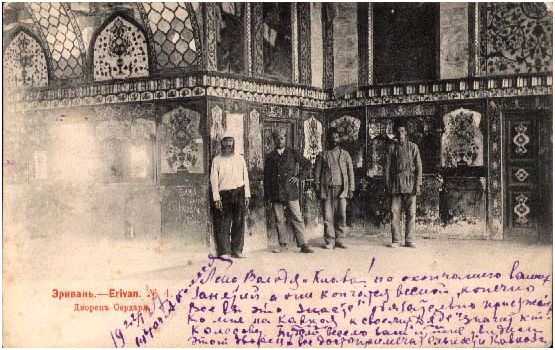
داخل کاخ سردار ۱۹۱۷ میلادی